# Кантонско-русская практическая транскрипция
Более подробно об именовании статей о гонконгских названиях и персоналиях см. Википедия:Статьи о Гонконге.
Практическая транскрипция для записи по-русски слов кантонского диалекта (наиболее распространённое и престижное наречие китайского языка юэ) была создана в рамках проекта по созданию практических транскрипций для малых языков мира Института языкознания РАН лингвистом Юрием Коряковым и переводчиком Дмитрием Шакурой в 2007 году.

## Таблица соответствия слогов
Ниже приводится список соответствия слогов между латинской транскрипцией кантонского ютпхин и настоящей русской транскрипцией.
Кантонский «долгий а» в практической транскрипции передаётся так же как и краткий — русской буквой «а» (в фонематическом варианте может передаваться как «аа» либо "а: ", в таблице обозначен как «а(а)»). Слоги одного слова пишутся слитно (в фонематической транскрипции возможно разделение дефисами). Если один из пишущихся слитно слогов оканчивается на твёрдую согласную, а следующий за ним начинается на гласную, то между ними ставится твёрдый знак (например, Tsing Yi — «Чхинъи»).
| A                | A                 | A                | A               |
| ---------------- | ----------------- | ---------------- | --------------- |
| a — а            | ai — ай           | am — ам          | ang — ан        |
| au — ау          | aai — а(а)й       | aat — а(а)т      | aau — а(а)у     |
| B                |                   |                  |                 |
| ba — па          | bai — пай         | bak — пак        | bam — пам       |
| ban — пань       | bang — пан        | bat — пат        | baai — пай      |
| baak — па(а)к    | baan — па(а)нь    | baat — па(а)т    | baau — па(а)у   |
| be — пэ          | bei — пэй         | beng — пэн       | bik — пик       |
| bin — пинь       | bing — пин        | bit — пит        | biu — пиу       |
| bo — по          | bok — пок         | bong — пон       | bou — поу       |
| bui — пуй        | buk — пук         | bun — пунь       | but — пут       |
| C                |                   |                  |                 |
| ca — чха         | cai — чхай        | cak — чхак       | cam — чхам      |
| can — чхань      | cang — чхан       | cap — чхап       | cat — чхат      |
| cau — чхау       | caai — чха(а)й    | caak — чха(а)к   | caam — чха(а)м  |
| caan — чха(а)нь  | caang — чха(а)н   | caap — чха(а)п   | caat — чха(а)т  |
| caau — чха(а)у   | ce — чхе          | cek — чхек       | ceng — чхен     |
| ceoi — чхёй      | coek — чхёк       | ceon — чхёнь     | coeng — чхён    |
| ceot — чхёт      | ci — чхи          | cik — чхик       | cim — чхим      |
| cin — чхинь      | cing — чхин       | cit — чхит       | ciu — чхиу      |
| co — чхо         | coi — чхой        | cok — чхок       | cong — чхон     |
| cou — чхоу       | cuk — чхук        | cung — чхун      | cyu — чхю       |
| cyun — чхюнь     | cyut — чхют       |                  |                 |
| D                |                   |                  |                 |
| da — та          | dak — так         | dan — тань       | dang — тан      |
| dat — тат        | dau — тау         | daai — та(а)й    | daam — та(а)м   |
| daan — та(а)н    | daap — та(а)п     | daat — та(а)т    | de — тэ         |
| dei — тэй        | dek — тэк         | deng — тэн       | deoi — тёй      |
| doek — тёк       | deon — тён        | dik — тик        | dim — тим       |
| din — тинь       | ding — тин        | dip — тип        | dit — тит       |
| diu — тиу        | do — то           | doi — той        | dok — ток       |
| dong — тон       | dou — тоу         | duk — тук        | dung — тун      |
| dyun — тюнь      | dyut — тют        |                  |                 |
| E                |                   |                  |                 |
| ei — эй          |                   |                  |                 |
| F                |                   |                  |                 |
| fa — фа          | fai — фай         | fan — фань       | fat — фат       |
| fau — фау        | faai — фа(а)й     | faan — фа(а)нь   | faat — фат      |
| fe — фэ          | fei — фэй         | fo — фо          | fok — фок       |
| fong — фон       | fu — фу           | fui — фуй        | fun — фунь      |
| fut — фут        | fung — фун        |                  |                 |
| G                |                   |                  |                 |
| ga — ка          | gai — кай         | gam — кам        | gan — кань      |
| gang — кан       | gap — кап         | gat — кат        | gau — кау       |
| gaai — ка(а)й    | gaak — ка(а)к     | gaam — ка(а)м    | gaan — ка(а)нь  |
| gaam — ка(а)м    | gaan — ка(а)нь    | gaang — ка(а)н   | gaap — ка(а)п   |
| gaat — ка(а)т    | gaau — ка(а)у     | ge — кэ          | gei — кэй       |
| goek — кёк       | goeng — кён       | gik — кик        | gim — ким       |
| gin — кинь       | ging — кин        | gip — кип        | giu — киу       |
| goi — кой        | gok — кок         | gon — конь       | gong — кон      |
| got — кот        | gou — коу         | gu — ку          | gui — куй       |
| guk — кук        | gun — кунь        | gung — кун       | gyun — кюнь     |
| GW               |                   |                  |                 |
| gwa — куа        | gwai — куай       | gwan — куань     | gwang — куан    |
| gwat — куат      | gwaak — куа(а)к   | gwaan — куа(а)нь | gwaat — куа(а)т |
| gwik — куик      | gwing — куин      | gwo — куо        | gwok — куок     |
| gwong — куон     |                   |                  |                 |
| H                |                   |                  |                 |
| ha — ха          | hai — хай         | hak — хак        | ham — хам       |
| han — хань       | hang — хан        | hap — хап        | hat — хат       |
| hau — хау        | haai — ха(а)й     | haak — ха(а)к    | haam — ха(а)м   |
| haan — ха(а)нь   | haang — ха(а)н    | haap — ха(а)п    | haau — ха(а)у   |
| hei — хэй        | hek — хэк         | hoe — хё         | heoi — хёй      |
| hoeng — хён      | him — хим         | hin — хинь       | hing — хин      |
| hip — хип        | hit — хит         | hiu — хиу        | ho — хо         |
| hoi — хой        | hok — хок         | hon — хонь       | hong — хон      |
| hot — хот        | hou — хоу         | huk — хук        | hung — хун      |
| hyut — хют       | hyun — хюнь       |                  |                 |
| J                |                   |                  |                 |
| ja — я           | jai — яй          | jam — ям         | jan — янь       |
| jap — яп         | jat — ят          | jau — яу         | jaai — я(а)й    |
| jaak — я(а)к     | jaang — я(а)н     | jaau — я(а)у     | je — е          |
| jeng — ен        | jeoi — ёй         | joek — ёк        | jeon — ёнь      |
| joeng — ён       | ji — и            | jik — ик         | jim — им        |
| jin — инь        | jing — ин         | jip — ип         | jit — ит        |
| jiu — иу         | jo — ё            | jyu — ю          | jyuk — юк       |
| jyun — юнь       | jung — юн         | jyut — ют        |                 |
| K                |                   |                  |                 |
| ka — кха         | kai — кхай        | kam — кхам       | kan — кхань     |
| kap — кхап       | kat — кхат        | kau — кхау       | kaai — кха(а)й  |
| kaau — кха(а)у   | ke — кхэ          | kei — кхэй       | keoi — кхёй     |
| koek — кхёк      | koeng — кхён      | kim — кхим       | kin — кхинь     |
| king — кхин      | kit — кхит        | kiu — кхиу       | koi — кхой      |
| kok — кхок       | kong — кхон       | ku — кху         | kui — кхуй      |
| kuk — кхук       | kung — кхун       | kut — кхут       | kyun — кхюнь    |
| kyut — кхют      |                   |                  |                 |
| KW               |                   |                  |                 |
| kwa — кхуа       | kwai — кхуай      | kwan — кхуань    | kwang — кхуан   |
| kuaai — кхуа(а)й | kwaang — кхуа(а)н | kwok — кхуок     | kwong — кхуон   |
| kwui — квуй      | kwut — квут       |                  |                 |
| L                |                   |                  |                 |
| la — ла          | lai — лай         | lak — лак        | lam — лам       |
| lap — лап        | lat — лат         | lau — лау        | laai — ла(а)й   |
| laak — ла(а)к    | laam — ла(а)м     | laan — ла(а)нь   | laang — ла(а)н  |
| laap — ла(а)п    | laat — ла(а)т     | laau — ла(а)у    | le — лэ         |
| lei — лэй        | leng — лэн        | leoi — лёй       | loek — лёк      |
| leon — лёнь      | loeng — лён       | li — ли          | lik — лик       |
| lim — лим        | lin — линь        | ling — лин       | lip — лип       |
| lit — лит        | liu — лиу         | lo — ло          | loi — лой       |
| lok — лок        | long — лон        | lou — лоу        | lu — лу         |
| luk — лук        | lung — лун        | lyun — люнь      | lyut — лют      |
| M                |                   |                  |                 |
| m — м            | ma — ма           | mai — май        | mak — мак       |
| man — мань       | mang — ман        | mau — мау        | maai — ма(а)й   |
| maak — ма(а)к    | maang — ма(а)н    | maau — ма(а)у    | me — мэ         |
| mei — мэй        | mik — мик         | min — минь       | ming — мин      |
| miu — миу        | mo — мо           | mok — мок        | mong — мон      |
| mou — моу        | mui — муй         | muk — мук        | mun — мунь      |
| mung — мун       | mut — мут         |                  |                 |
| N                |                   |                  |                 |
| na — на          | nai — най         | nam — нам        | nan — нань      |
| nang — нан       | nap — нап         | nau — нау        | naai — на(а)й   |
| naam — на(а)м    | naan — на(а)нь    | naap — на(а)п    | naat — на(а)т   |
| naau — на(а)у    | ne — нэ           | nei — нэй        | neoi — нёй      |
| noeng — нён      | nik — ник         | nim — ним        | nin — нинь      |
| ning — нин       | nip — нип         | niu — ниу        | no — но         |
| noi — ной        | nok — нок         | nong — нон       | nou — ноу       |
| nuk — нук        | nung — нун        | nyun — нюнь      |                 |
| NG               |                   |                  |                 |
| ng — ын          | nga — нга         | ngai — нгай      | ngak — нгак     |
| ngam — нгам      | ngan — нгань      | ngang — нган     | ngat — нгат     |
| ngau — нгау      | ngaai — нга(а)й   | ngaak — нга(а)к  | ngaam — нга(а)м |
| ngaan — нга(а)нь | ngaang — нга(а)н  | ngaap — нга(а)п  | ngaat — нга(а)т |
| ngaau — нга(а)у  | ngo — нго         | ngoi — нгой      | ngok — нгок     |
| ngon — нгонь     | ngong — нгон      | ngou — нгоу      | nguk — нгук     |
| O                |                   |                  |                 |
| o — о            | oi — ой           | on — онь         | ong — он        |
| ou — оу          |                   |                  |                 |
| P                |                   |                  |                 |
| pa — пха         | pai — пхай        | pan — пхань      | pang — пхан     |
| pat — пхат       | pau — пхау        | paai — пха(а)й   | paak — пха(а)к  |
| paan — пха(а)нь  | paang — пха(а)н   | paau — пха(а)у   | pei — пхэй      |
| pek — пхэк       | pik — пхик        | pin — пхинь      | ping — пхин     |
| pit — пхит       | piu — пхиу        | po — пхо         | pok — пхок      |
| pong — пхон      | pou — пхоу        | pui — пхуй       | puk — пхук      |
| pun — пхунь      | pung — пхун       | put — пхут       |                 |
| S                |                   |                  |                 |
| sa — са          | sai — сай         | sak — сак        | sam — сам       |
| san — сань       | sang — сан        | sap — сап        | sat — сат       |
| sau — сау        | saai — са(а)й     | saak — са(а)к    | saam — са(а)м   |
| saan — са(а)нь   | saang — са(а)н    | saap — са(а)п    | saat — са(а)т   |
| saau — са(а)у    | se — сэ           | sei — сэй        | sek — сэк       |
| seoi — сёй       | soek — сёк        | seon — сёнь      | soeng — сён     |
| seot — сёт       | si — си           | sik — сик        | sim — сим       |
| sin — синь       | sing — син        | sip — сип        | sit — сит       |
| siu — сиу        | so — со           | soi — сой        | sok — сок       |
| song — сон       | sou — соу         | suk — сук        | sung — сун      |
| syu — сю         | syun — сюнь       | syut — сют       | seng — cэн      |
| T                |                   |                  |                 |
| ta — тха         | tai — тхай        | tan — тхань      | tang — тхан     |
| tau — тхау       | taai — тха(а)й    | taam — тха(а)м   | taan — тха(а)нь |
| taap — тха(а)п   | taat — тха(а)т    | tek — тхэк       | teng — тхэн     |
| toe — тхё        | teoi — тхёй       | teon — тхён      | tik — тхик      |
| tim — тхим       | tin — тхинь       | ting — тхин      | tip — тхип      |
| tit — тхит       | tiu — тхиу        | to — тхо         | toi — тхой      |
| tok — тхок       | tou — тхоу        | tu — тху         | tuk — тхук      |
| tung — тхун      | tyun — тхюнь      | tyut — тхют      |                 |
| U                |                   |                  |                 |
| uk — ук          | ung — ун          |                  |                 |
| W                |                   |                  |                 |
| wa — ва          | wai — вай         | wan — вань       | wang — ван      |
| wat — ват        | waai — ва(а)й     | waak — ва(а)к    | waan — ва(а)нь  |
| waang — ва(а)н   | waat — ва(а)т     | wik — вик        | wing — вин      |
| wo — во          | wok — вок         | wong — вон       | wu — ву         |
| wui — вуй        | wun — вунь        | wut — вут        |                 |
| Z                |                   |                  |                 |
| za — ча          | zai — чай         | zak — чак        | zam — чам       |
| zan — чань       | zang — чан        | zap — чап        | zat — чат       |
| zau — чау        | zaai — ча(а)й     | zaak — ча(а)к    | zaam — ча(а)м   |
| zaan — ча(а)нь   | zaap — ча(а)п     | zaat — ча(а)т    | zaau — ча(а)у   |
| ze — че          | zek — чек         | zeng — чен       | zeoi — чёй      |
| zoek — чёк       | zeon — чёнь       | zoeng — чён      | zi — чи         |
| zik — чик        | zim — чим         | zin — чинь       | zing — чин      |
| zip — чип        | zit — чит         | ziu — чиу        | zo — чо         |
| zou — чоу        | zuk — чук         | zung — чун       | zyu — чю        |
| zyun — чюнь      | zyut — чют        | zong — чон       |                 |

## Инициали и финали
В следующих таблицах приводятся написания инициалей и финалей (две части, на которые традиционно разбивается китайский слог), на основе трёх систем романизации кантонского — последовательно йельской системы романизации, ютпхина и «пиньиня для стандартного кантонского» (SCP). Ниже даётся транскрипция МФА, а под ней — русская транскрипция.

### Инициали
| b — b — b [p] п      | p — p — p [pʰ] пх      | m — m — m [m] м     | f — f — f [f] ф     |
| d — d — d [t] т      | t — t — t [tʰ] тх      | n — n — n [n] н     | l — l — l [l] л     |
| g — g — g [k] к      | k — k — k [kʰ] кх      | ng — ng — ng [ŋ] нг | h — h — h [h] х     |
| j — z — dz [ts] ч    | ch — c — ts [tsʰ] чх   | s — s — s [s] с     |                     |
| gw — gw — gw [kw] ку | kw — kw — kw [kʰw] кху | y — j — j [j] (й)¹  | w — w — w [w] в — у |

¹ Слоги с начальной йотацией передаются через русские йотированные гласные:
| ya — ja — ja я | yaa — jaa — jaa я: | ye — je — je е | yeu — jeo, joe — joe ё | yi — ji — ji и | yo — jo — jo ё | yu — ju — ju ю | yu — jyu — jy ю |

за исключением слога yi/ji/ji, который передаётся как «и».

### Финали
| a — aa — aa [aː] а  | aai — aai — aai [aːi] а(а)й | aau — aau — aau [aːu] а(а)у | aam — aam — aam [aːm] а(а)м | aan — aan — aan [aːn] а(а)нь | aang — aang — aang [aːŋ] а(а)н | aap — aap — aap [aːp] а(а)п | aat — aat — aat [aːt] а(а)т | aak — aak — aak [aːk] а(а)к |
|                     | ai — ai — ai [ɐi] ай        | au — au — au [ɐu] ау        | am — am — am [ɐm] ам        | an — an — an [ɐn] ань        | ang — ang — ang [ɐŋ] ан        | ap — ap — ap [ɐp] ап        | at — at — at [ɐt] ат        | ak — ak — ak [ɐk] ак        |
| e — e — e [ɛː] э    | ei — ei — ei [ei] эй        |                             |                             |                              | eng — eng — eng [ɛːŋ] эн       |                             |                             | ek — ek — ek [ɛːk] эк       |
| i — i — i [iː] и    |                             | iu — iu — iu [iːu] иу       | im — im — im [iːm] им       | in — in — in [iːn] инь       | ing — ing — ing [ɪŋ] ин        | ip — ip — ip [iːp] ип       | it — it — it [iːt] ит       | ik — ik — ik [ɪk] ик        |
| o — o — o [ɔː] о    | oi — oi — oi [ɔːi] ой       | ou — ou — ou [ou] оу        |                             | on — on — on [ɔːn] онь       | ong — ong — ong [ɔːŋ] он       |                             | ot — ot — ot [ɔːt] от       | ok — ok — ok [ɔːk] ок       |
| u — u — u [uː] у    | ui — ui — ui [uːi] уй       |                             |                             | un — un — un [uːn] унь       | ung — ung — ung [ʊŋ] ун        |                             | ut — ut — ut [uːt] ут       | uk — uk — uk [ʊk] ук        |
| eu — oe — oe [œː] ё | eui — eoi — oey [ɵy] ёй     |                             |                             | eun — eon — oen [ɵn] ёнь     | eung — oeng — oeng [œːŋ] ён    |                             | eut — eot — oet [ɵt] ёт     | euk — oek — oek [œːk] ёк    |
| yu — yu — y [yː] ю  |                             |                             |                             | yun — yun — yn [yːn] юнь     |                                |                             | yut — yut — yt [yːt] ют     |                             |
|                     |                             |                             | m — m — m [m̩] м             |                              | ng — ng — ng [ŋ̩] ын            |                             |                             |                             |